# Junior Achievement Ukraine
Junior Achievement Ukraine — частина всесвітньої мережі Junior Achievement (JA), міжнародної неприбуткової організації, яка допомагає молоді отримати знання та навички з підприємництва та фінансової грамотності.
Мета організації — розвиток та поширення практичних освітніх програм для української молоді з основ економіки та підприємництва шляхом започаткування та зміцнення взаємозв'язків між бізнесом, державним сектором і молоддю.
Місія — виховати економічно розумних, підприємливих, ініціативних, креативних, завзятих та впевнених у собі й своєму майбутньому молодих українців.

## Історія створення
JA була заснована у США понад 100 років тому провідними бізнесменами та корпораціями.
Сьогодні програми JA успішно розвиваються у 40 країнах Європи та більш ніж у 100 країнах світу. 2021—2022 навчального року мережа в Європі налічувала понад 4 мільйони молодих людей за підтримки понад 140 тисяч вчителів і викладачів та 100 тисяч волонтерів з бізнес-середовища.

## Діяльність в Україні
Вперше свою діяльність JA Ukraine розпочала у 1992 році. Тоді організатори розробили та адаптували українською мовою навчальні матеріали та провели підготовку вчителів до викладання освітніх програм організації.
За час другого етапу діяльності організації, організатори оновили матеріали та підготували 544 викладачів[джерело?]. З цього часу діяльність JA Ukraine стала загальнонаціональною у загальноосвітніх школах. У 2003 році в програмі «Компанія» навчалося 20 000 студентів.[джерело?]
Третій етап розвитку — у жовтні 2021 року створено Junior Achievement Ukraine (ГО «Джуніор Ачівмент Україна»). Першими учасниками її навчальних програми та івентів стали 120 студентів та 20 вчителів з 11 закладів професійно-технічної освіти Запорізької та Донецької областей[джерело?]. Вдалося розпочати курс «Компанія» у закладах освіти цих областей. А також провести «Табір підприємництва» 20-21 лютого 2022 року в місті Запоріжжя.

### 2022—2023 навчальний рік
З вересня 2022 року нові програми розпочали роботу у Львівській і Чернівецькій областях. В першу чергу відбувся запуск курсу «Компанія» у закладах професійно-технічної освіти для учнів цих регіонів на 2022—2023 навчальний рік.
У програмі з підприємництва «Компанія» взяли участь 37 навчальних закладів з цих областей. Учасниками стали понад 300 учнів, близько 50 вчителів і 20 бізнес-менторів. Учні заснували та успішно запустили 40 міні-компаній.
JA пропонує навчальні програми з підприємництва, фінансової грамотності та підготовки до ринку праці для дітей та молоді віком від 8 до 30 років.
23 квітня у Львові пройшов перший в Україні Ярмарок молодіжного підприємництва — JUNIOR EXPO!
Участь у ярмарку взяли 235 учасників з 36 професійно-технічних закладів освіти та профільних коледжів Львівської та Чернівецької областей!

### 2023—2024 навчальний рік
З вересня 2023 року запровадження навчальних програм Junior Achievement Ukraine, яке зараз є у Львівській та Чернівецькій областях, розширяється ще на 10 нових регіонів — Івано-Франківську, Тернопільську, Хмельницьку, Вінницьку, Київську, Полтавську, Дніпропетровську, Донецьку, Запорізьку області та місто Київ. Більше 300 освітніх закладів в Україні ухвалили рішення ввести в свій навчальний план курси «Фінансова грамотність» та «Компанія».

## JA Ukraine на міжнародній арені

### GEN-E 2022
12-14 липня 2022 року дві команди учасників представили Україну на найбільшому молодіжному фестивалі підприємництва GEN-E. Одна представляла бізнес-проєкт на сцені серед 41 країн, інша — на стенді у ярмарці-виставці в Таллінні.
Перша команда — Дар'я Козуб і Таїсія Тимків — представити Україну та власноруч створені товари у національному етностилі, одну з яких і подарували на згадку Президенту Естонії Алару Карісу[джерело?].
Друга українська команда презентувала європейському журі свій бізнес-проєкт зі створення міні компанії з виготовлення та продажу українських харчові продукти[джерело?].
За результатами національного відбору у 2022—2023 навчальному році найкраща команда представлятиме Україну в Стамбулі, під час GEN-E 2023[джерело?].

### GEN-E 2023
26 травня у Львові, у Національному університеті імені Івана Франка, відбувся Національний конкурс за результатами якого переможець представлятиме Україну на європейському фестивалі молодіжного підприємництва у Туреччині. Переможцем стала команда «Зігріємо Україну» Чернівецького професійного ліцею автомобільного сервісу з бізнес-проєктом створення портативних турбопічок. Учні розробили 4 моделі, які підходять для сімейного відпочинку, туризму, походів та військових потреб (обігрів, приготування їжі, сушіння одягу).
На фестивалі GEN-E 2023 команда ввійшла у п'ятірку найкращих у номінації Goodyear brand excellence award. Цією нагородою відзначається бізнес, який демонструє цінність свого бренду та демонструє здатність розвиватися завдяки розумному бізнес-плану.
Премію «Народний вибір» від AT&T виборола команда BeSweet з Львівського вищого професійного політехнічного училища. Ця номінація відзначає найпопулярнішу команду на віртуальній виставці.
Премію «Школа підприємництва» від FedEx отримало Сокирянське вище професійне училище. Ця номінація відзначає навчальні заклади, які зробили найбільший внесок у підприємницьку освіту за рік.

### International Expo-2023
Міжнародний студентський ярмарок International Expo-2023, організований Junior Achievement Литва, пройшов у Каунасі. У ньому взяли участь близько 400 студентів та 100 бізнес-менторів з Болгарії, Латвії, Литви, Іспанії та України, які приїхали до Литви представити свої бізнес-ідеї, власну продукцію та досвід підприємництва.
Учнівська міні-компанія «Левчики» Львівського професійного коледжу готельно-туристичного та ресторанного сервісу здобула нагороду International Expo-2023 в номінації «Найкраща бізнес-ідея циркулярної економіки», завдяки своїй бізнес-ідеї та готовій продукції — ароматизованим еко-блокнотам з переробленого паперу.

## Нагороди JA
Організація Junior Achievement була номінована на отримання Нобелівської премії миру за діяльність у сфері розширення економічних можливостей молоді, що позитивно впливає на життя як окремих людей, так і спільнот у всіх країнах світу.
У 2019, 2020, 2021, 2022 роках організація входила до десятки найкращих ГО світу.
Junior Achievement увійшла до ТОП-100 найкращих компаній для інноваторів за оцінкою Fast Company.